# Departament de Canindeyú
El  (XIV) departament de Canindeyú (castellà: Departamento de Canindeyú) és un dels 17 departaments del Paraguai. El seu codi ISO 3166-2 és PY-14.

## Geografia
El departament és limítrof:
- al nord, amb el Brasil, de l'estat de Mato Grosso do Sul ;
- a l'est, amb el Brasil, de l'Estat de Paraná ;
- al sud-est, el departament de l'Alto Paraná ;
- al sud-oest, el departament de Caaguazú ;
- a l'oest, el departament de San Pedro ;
- al nord-oest, el departament d'Amambay.

## Subdivisions
El departament està dividit en deu districtes :
1. Corpus Christi
2. General Francisco Caballero Álvarez (Puente Kyhá)
3. Itanará
4. Katueté
5. La Paloma
6. Nueva Esperanza
7. Salto del Guairá (capital)
8. Villa San Isidro Curuguaty
9. Villa Ygatimí
10. Ypejhū